# 리히텐슈타인 후녀 마리아아눈시아타
리히텐슈타인 후녀 마리아아눈시아타(Princess Maria-Anunciata of Liechtenstein, 1985년 5월 12일 ~ )는 리히텐슈타인의 미술 큐레이터이다. 리히텐슈타인의 후작 프란츠 요제프 2세와 룩셈부르크 대공 장의 손녀이다.